# Snake handling

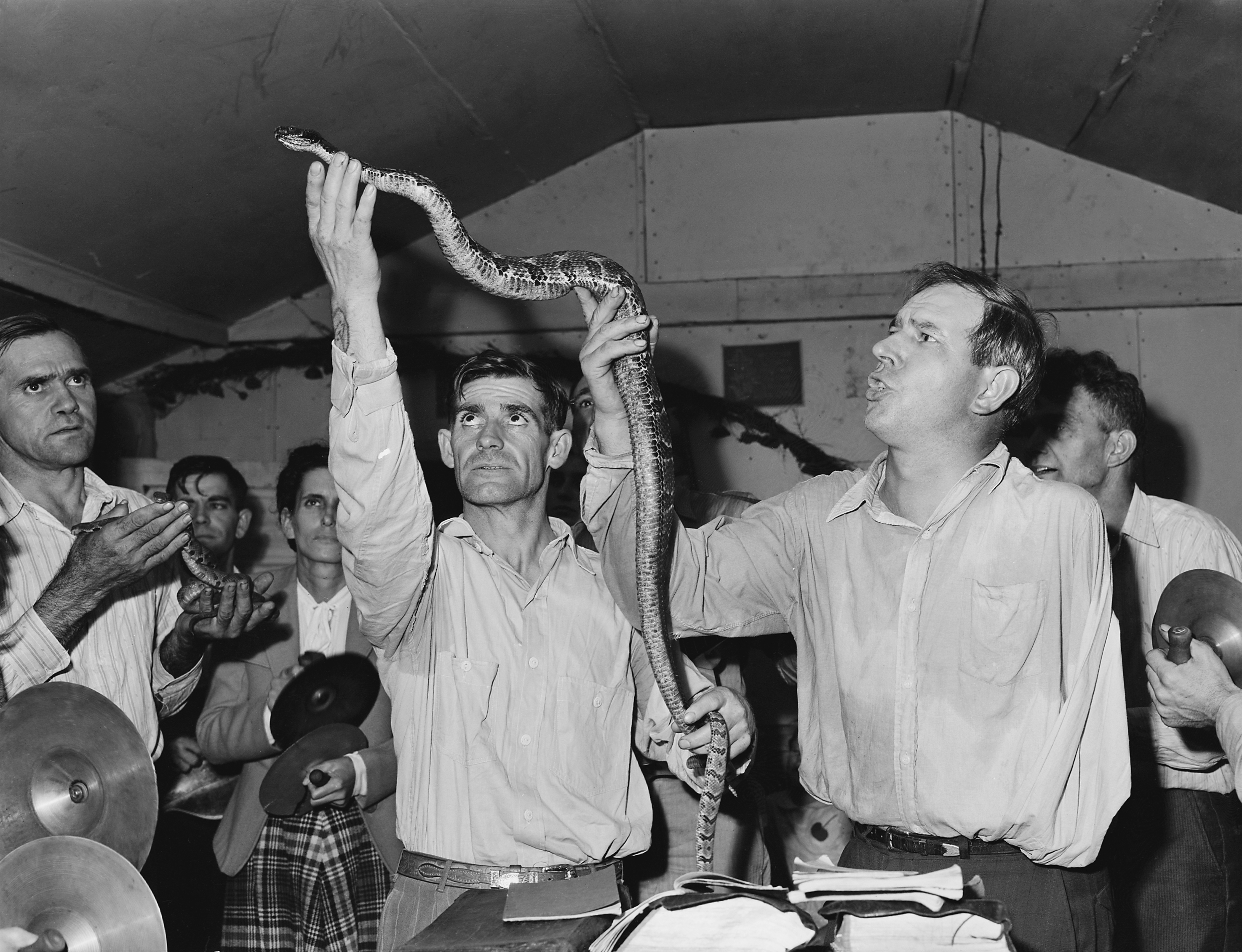
Snakehandling v Kentucky, foto: Russell Lee

Snake handling (anglicky Dotýkání se hadů) je náboženský rituál několika křesťanských církví v USA, zpravidla letničních křesťanů ze zemědělských regionů (především Apalačských hor). V roce 2004 bylo založeno několik sborů v kanadských provinciích Alberta a Britská Kolumbie.
Spočívá v kontaktu s jedovatými hady, někdy i štíry, nebo v pití otrávených nápojů (mimo jiné strychninem a arzénem). Věřící se také pálí plamenem.
Rituál neprovádějí všichni členové církví. Pití jedů je více rozšířeno než zdvihání jedovatých hadů. Ještě více převažuje pití jedů nad zdviháním hadů mezi ženami.
Členové těchto církví se konzervativně oblékají (ženy mají sukně po kotníky, muži krátké vlasy a košile s dlouhými rukávy). Zásadně nenosí šperky, za něž považují i snubní prsteny a náramkové hodinky.
Zásadně nepijí alkohol, kávu, nekouří, nedívají se na televizi, neslaví narozeniny ani většinu svátků (Halloween, Vánoce).
Jsou přesvědčeni o starobylém původu tohoto zvyku a dokládají ho biblickými verši
„budou brát hady do ruky, a vypijí-li něco smrtícího, nic se jim nestane; na choré budou vzkládat ruce a uzdraví je.“ (Mk. 16,18)
a
„Hle, dal jsem vám moc šlapat po hadech a štírech a po veškeré síle nepřítele, takže vám v ničem neuškodí“ (Lk 10,19).

## Zákaz
Ve státech Alabama, Kentucky a Tennessee je zakázáno přinášet jedovaté hady na místa, kde by mohli ohrožovat životy, zákon státu Kentucky se výslovně zmiňuje o bohoslužbách. Státní orgány si však této praktiky zpravidla nevšímají, dokud nedojde k úmrtí. Pak vláda zpřísní pravidla a udělí dané osobě trest v podobě pokuty či roku za mřížemi.

## Skupiny, které praktikují Snake handling
Alabama
- Rock House Holiness Church na agrárním severovýchodě

Alberta, Kanada
- True Holiness Believers Gathering, Lethbridge
- Holiness Fire Church Of Lord Jesus With Signs Following, Edmonton

Britská Kolumbie, Kanada
- The Right Hand Of Jesus With Signs Following Church, Kamloops
- Small Believers Of Light Church With Signs Following, Revelstoke

Georgie
- The Jesus Name Believers Holiness Church, Canton
- Holiness Church of God in Jesus Name, Kingston
- Holiness Church Of Lord Jesus, Roopville

Indiana
- Hiway Holiness Church of God, Fort Wayne

Kentucky
- Crockett Church, Fields

Michigan
- Apostolic Church, Warren

Ohio
- Full Gospel Jesus Church, Cleveland
- Full Gospel Jesus Church, Columbus

Jižní Karolína
- Holiness Church of God in Jesus Name, Greenville

Tennessee
- Holiness Church of God in Jesus Name, Carson Springs
- Sand Hill Church, Del Rio
- House of Prayer in Jesus Name, Morristown

Západní Virginie
- Church Of The Lord Jesus With Signs Following, Jolo
- Full Gospel Jesus Church, Micco
- Full Gospel Jesus Church, Kistler